# 馬勒茨霍弗湖

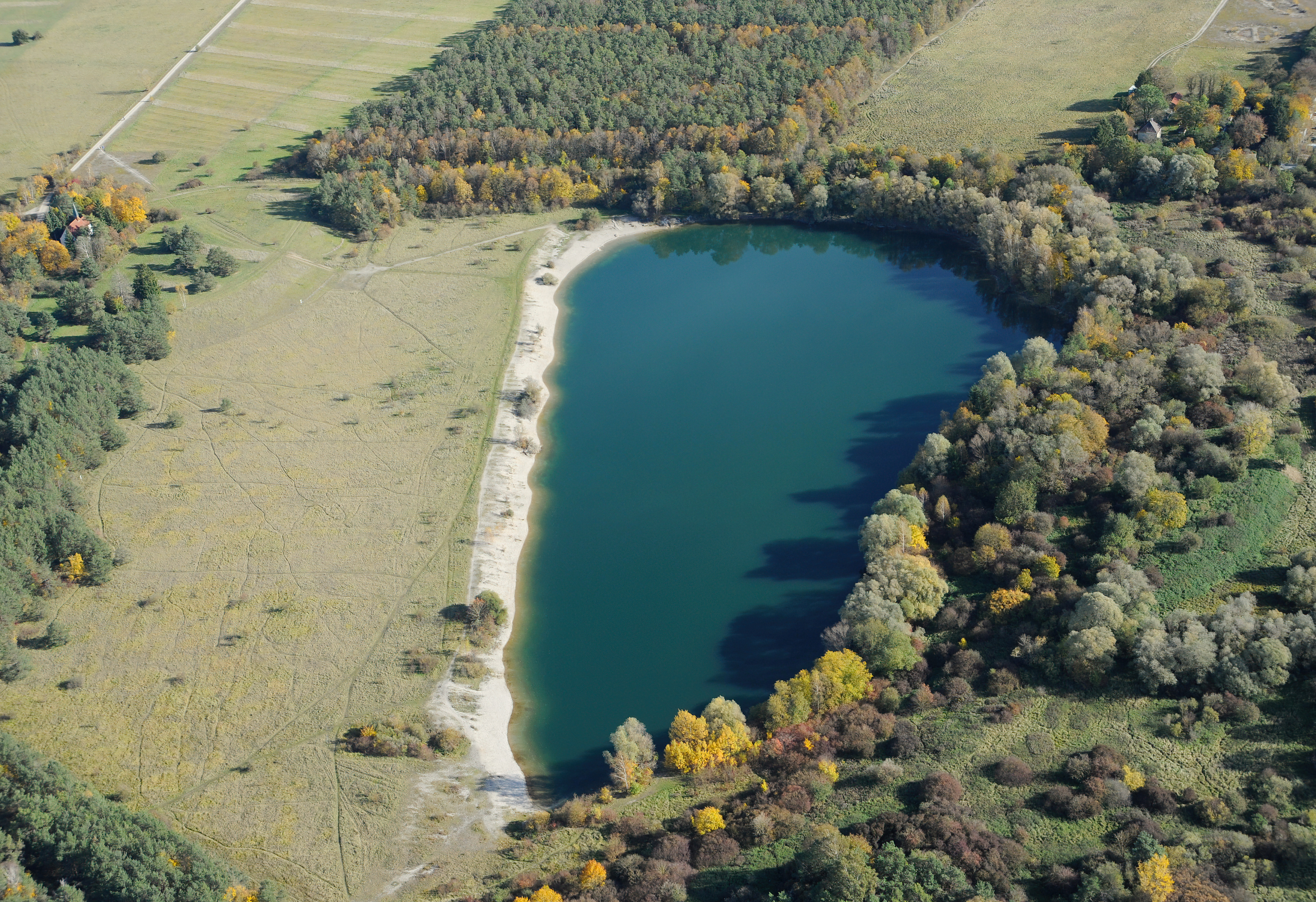

48°15′52″N 11°36′05″E / 48.26450°N 11.60147°E
馬勒茨霍弗湖（德語：Mallertshofer See），是德國的湖泊，位於該國東南部，由巴伐利亞州負責管轄，處於上施萊斯海姆，長0.4公里、寬0.2公里，面積0.56平方公里，海拔高度470米。